# Alte Synagoge (Bonn)

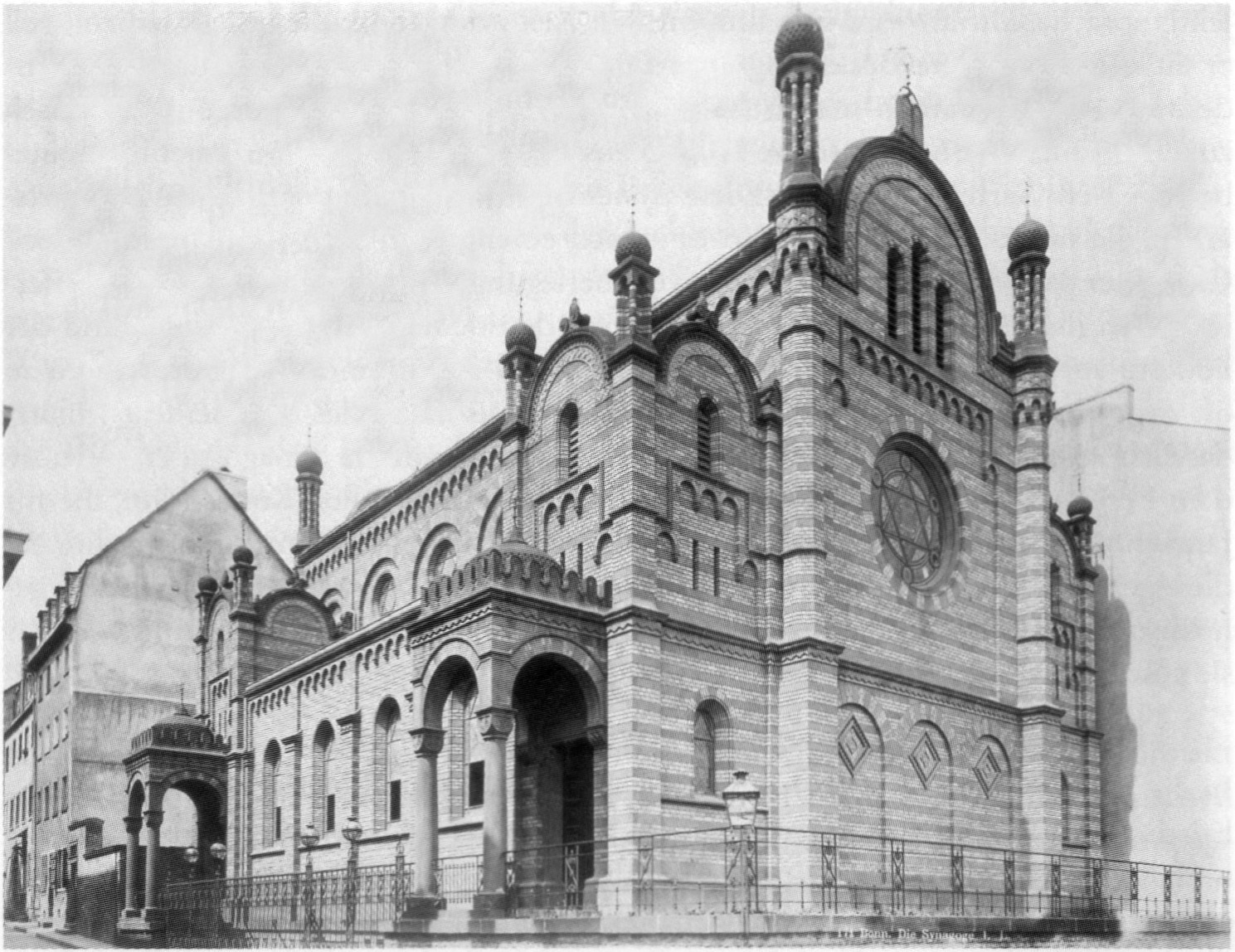
Alte Synagoge in Bonn (wohl 1880er-Jahre)

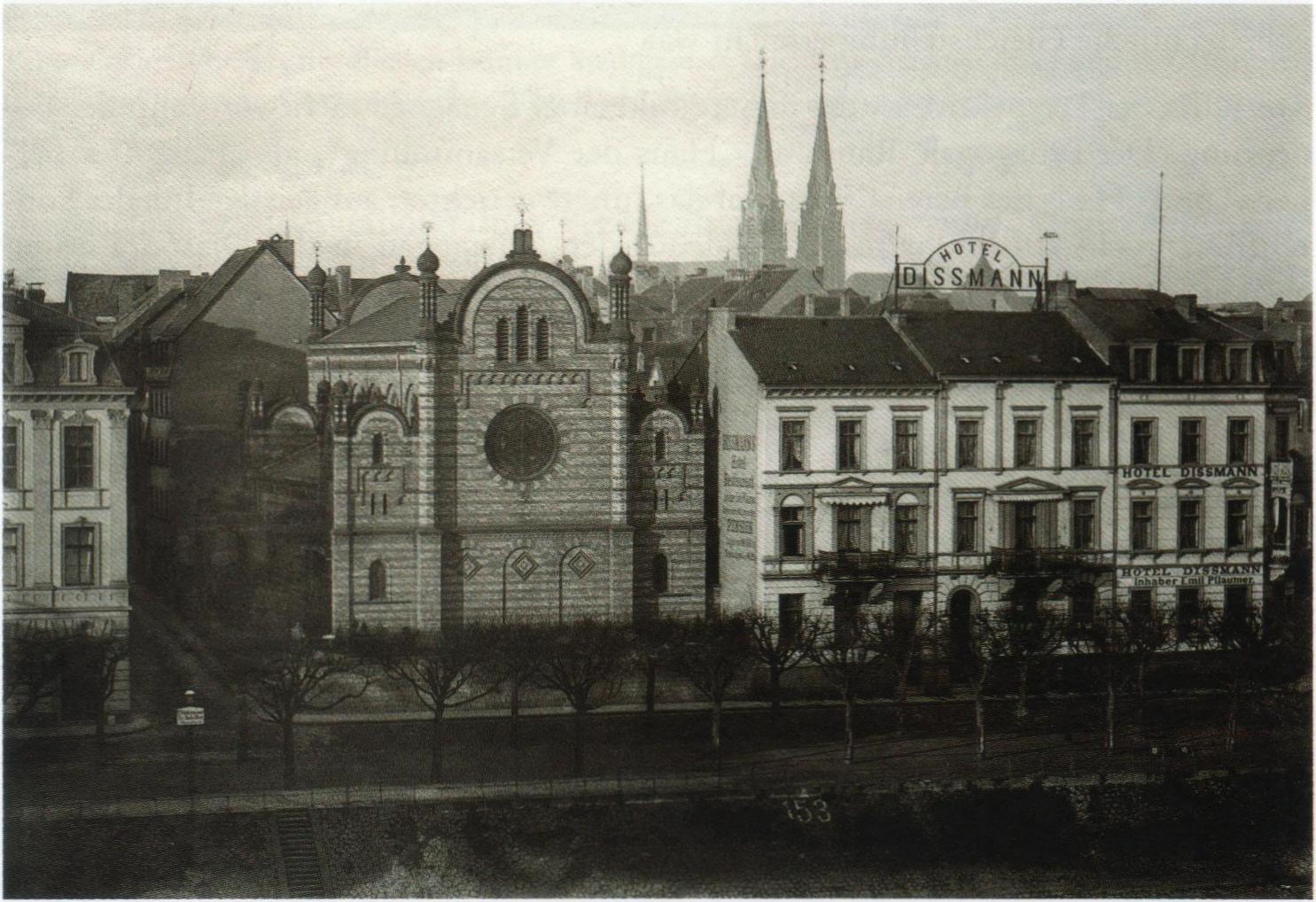
Bonner Rheinufer mit Synagoge und Hotel Dissmann, nach 1898

Die Alte Synagoge in Bonn, einer Großstadt in Nordrhein-Westfalen, wurde 1877/78 errichtet und 1938 von den Nationalsozialisten zerstört.

## Lage
Die Synagoge befand sich am Rheinufer (Rhein-Werft; heute Moses-Hess-Ufer) an der nördlichen Seite der damaligen Tempelstraße (bis 1886 Judengasse, heute nicht mehr existent) an der Nordseite der Alten Rheinbrücke auf einem um 1,30 m zum Rhein hin abfallenden, 555 m² großen Grundstück.

## Geschichte
Die Synagoge der Jüdischen Gemeinde Bonn entstand an der ab 1715 angelegten neuen Judengasse nach Plänen des zu dieser Zeit in Bonn als Architekt tätigen königlichen Bauinspektors Hermann Eduard Maertens (1823–1898), der bereits im Dezember 1874 einen Entwurf für das Projekt vorlegte und spätestens im Januar 1876 von der Gemeinde mit der Durchführung beauftragt wurde. Ein Vorbild war die Synagoge Glockengasse (1857–1861) von Ernst Friedrich Zwirner in Köln. Am 18. Januar 1877 wurde die Baugenehmigung erteilt, die Bauausführung erfolgte von Sommer 1877 bis Anfang Dezember 1878 und die feierliche Einweihung fand am 31. Januar 1879 statt. 1909/10 kam nach einem Entwurf des Bonner Architekten und Regierungsbaumeisters Karl Thoma auf dem benachbarten Grundstück ein jüdisches Gemeindehaus hinzu, das mit ihr zu einer gesamtheitlichen Anlage samt Grünflächen und Einzäunung verbunden wurde. Zudem erhielt die Synagoge einen eingeschossigen Anbau. 1928 wurde sie unter Leitung und nach Plänen des Kölner Architekten Robert Stern umgebaut und renoviert.
Während der Novemberpogrome 1938 wurde die Synagoge am Morgen des 10. November, vermutlich von SS-Männern, in Brand gesteckt und im Verlauf des Tages erneut angezündet. Die Brandruine wurde im Dezember 1938 gemeinsam mit dem Gemeindehaus abgebrochen. Das Grundstück ging im Juni 1939 von der jüdischen Gemeinde in den Besitz der Stadt Bonn über. Von Dezember 1942 bis Dezember 1943 wurde auf den Kellerfundamenten der Synagoge eine Holzbaracke als Kindertagesstätte errichtet, die jedoch nicht als solche eingerichtet und genutzt sowie ihrerseits nach dem Ende des Zweiten Weltkriegs abgebrochen wurde. Die Fundamente der ehemaligen Synagoge wurden schließlich mit einer Betonplatte und mit Schotter abgedeckt, sodass das Gelände als Parkplatz genutzt werden konnte. 1953 erhielt die neu gegründete jüdische Gemeinde in Bonn das Grundstück über die Jewish Trust Corporation zurück, verkaufte es aber bereits 1955 wieder an die Stadt, um im Gegenzug ein Grundstück für die Errichtung einer neuen Synagoge zu erwerben.
Seit Januar 1963 weist eine Gedenktafel am Treppenaufgang zur Kennedybrücke auf den früheren Standort der Synagoge hin. Von Mai bis September 1987 wurden ihre noch gut erhaltenen Fundamente im Vorfeld des Neubaus eines Hotels vom Rheinischen Amt für Bodendenkmalpflege ausgegraben, sind jedoch weitgehend nicht erhalten worden. Eine umfassendere Gedenkstätte am Moses-Hess-Ufer erinnert erst seit 1988 an die zerstörte Synagoge, aus deren Feldbacksteinen sie errichtet ist. Auf der gegenüberliegenden Straßenseite vor der Terrasse des 1989 fertiggestellten heutigen Hilton-Hotels befinden sich die lagegetreu relozierten Fundamentreste der rheinseitigen Ostmauer der Synagoge, die als Bodendenkmal unter Denkmalschutz stehen. Zudem wurde 1990 an der neuen Bonner Synagoge ein Säulenfragment als Spolie der zerstörten Alten Synagoge mit Gedenktafel aufgestellt, die im Frühjahr 2019 auf den jüdischen Friedhof des Waldfriedhofs Kottenforst im Bonner Ortsteil Ückesdorf versetzt wurden.
Die Haus- und Bauakte der Synagoge war seit 1962 verschollen. Im Jahr 2017 wurde sie in einem Bonner Privathaushalt gefunden und dem Stadtarchiv Bonn übergeben.

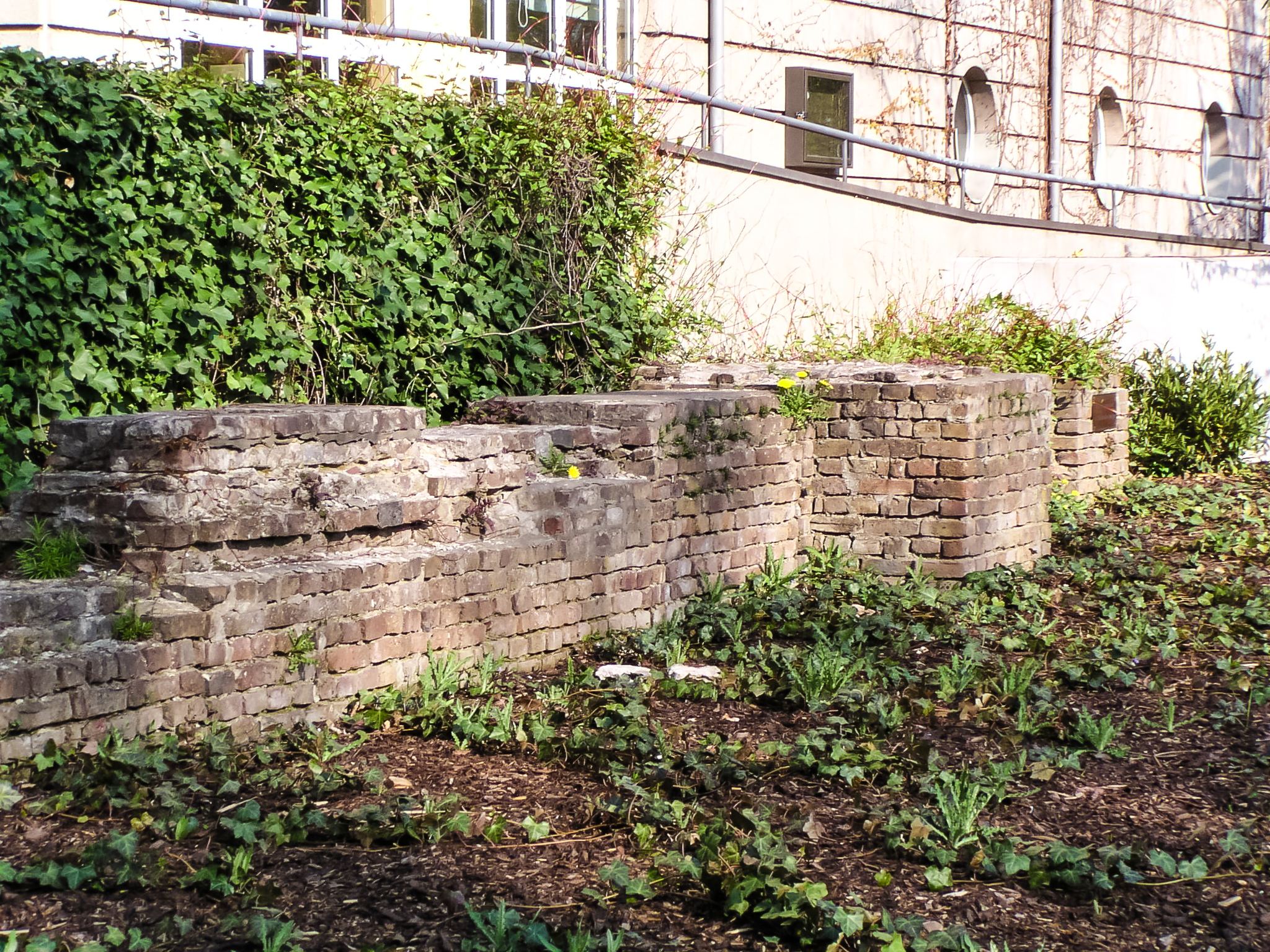
Fundamentreste der ehemaligen Synagoge
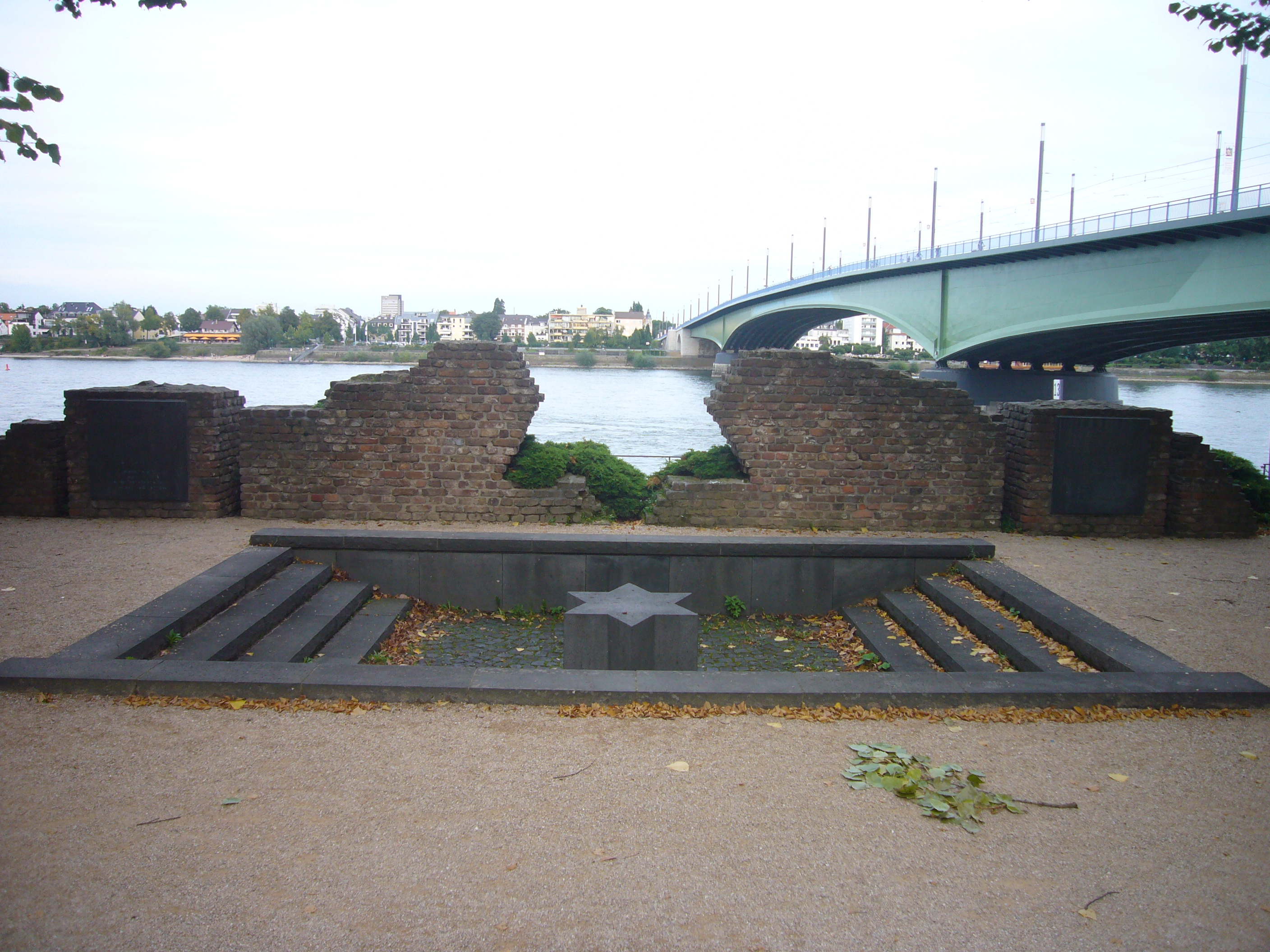
Gedenkstätte zur Erinnerung an die alte Synagoge in Bonn